# Primary School
Eine Primary School ist eine Schule im Schulsystem im Vereinigten Königreich und weiteren Ländern.
In Irland dauert die Primary School normalerweise acht Jahre, in Australien sieben bis acht Jahre.
In Neuseeland dauert die Schulzeit in der Primary School ebenfalls acht Jahre, wobei das Einschulungsalter zwischen dem Alter von fünf und sechs Jahren variieren kann und damit das Alter der Schüler in der Schulzeit zwischen fünf und zwölf Jahren liegt.
In Pakistan dauert die Schulzeit an einer staatlichen Primary School fünf Jahre, vergleiche hierzu Bildungssystem in Pakistan.